# Choi Hyun
Choi Hyun (7 de novembro de 1978) é um ex-futebolista profissional sul-coreano que atuava como goleiro.

## Carreira
Choi Hyun representou a Seleção Sul-Coreana de Futebol nas Olimpíadas de 2000.